# Châteauneuf (Pierre Patissier)
Pour les articles homonymes, voir Châteauneuf et Châteauneuf (acteur).
Pierre Patissier dit Châteauneuf est un comédien français des XVIIe et XVIIIe siècles.
Fils du comédien Augustin Patissier dit Châteauneuf, Pierre Patissier est à Avignon et à Marseille en 1679, puis à Bruxelles en 1696 où meurt sa femme Marie-Anne Chanterelle, dite Du Boccage. Le 4 juin 1697, il épouse dans cette ville la comédienne Françoise Boncourt.
On retrouve Châteauneuf à Bruxelles en 1701 et à Metz en 1715.
Il meurt à Paris le 27 novembre 1753.